# Gubberud Station
Gubberud Station (Gubberud stoppested) var en jernbanestation på Dovrebanen, der lå i Stange kommune i Norge.
Stationen blev oprindeligt oprettet som læsseplads 4. december 1882. 1. september 1897 blev der etableret en holdeplads. Den blev nedgraderet til trinbræt 1. oktober 1933 og nedlagt 1. juni 1980.
Ekspeditionen foregik fra en banevogterbolig, der blev opført efter tegninger af Peter Andreas Blix i 1880. Bygningen eksisterer stadig men er solgt fra til private. Banevogterboligen er af type Z, der også er opført en række andre steder, blandt andet i Morskogen og Espa.